# جيمس أندرسون (عالم نبات)
جيمس أندرسون (17 يناير 1738 - 6 أغسطس 1809) كان طبيبًا وعالم نبات اسكتلنديًا عمل في الهند كموظف في شركة الهند الشرقية. شارك في إنشاء حديقة نباتية في مامبالام، مدراس خلال حياته المهنية في الهند، نشأت الحديقة من حديقة نوبالي أو أوبونتيا حيث قام بمحاولات لإدخال زراعة الحشرات القرمزية. ثم حاول إدخال العديد من النباتات الأخرى ذات القيمة الاقتصادية، وفحص إنتاج الحرير واللاك. حافظ على تواصل ثابت مع صديق طفولته جيمس أندرسون إل إل دي (1739–1808) الذي نشر بعض ملاحظاته في The Bee، أو المخبر الأسبوعي الأدبي Literary Weekly Intelligencer، ما أدى إلى استخدام الوسم المميز James Anderson MD أو James Anderson مدراس.

## حياته
ولد أندرسون في 17 يناير 1738 في لونغ هيرميستون، غرب إدنبرة، وهو ابن الجراح أندرو أندرسون وماجدالين سانديلاندز، ابنة والتر اللورد السادس تورفيشين. تلقى تعليمه في مدرسة راثو، حيث ذهب إليها أيضًا صديقه جيمس أندرسون (1739-1808) مؤسس مجلة The Bee، قبل أن يدرس الطب في جامعة إدنبرة حيث كان من بين أساتذته البروفيسور وليام كولين.
أصبح أندرسون جراحًا بحريًا لشركة الهند الشرقية في عام 1759، وكان حاضرًا أثناء حصار مانيلا في عام 1763. واستقر في رئاسة مدراس عام 1765 وعاش بشكل رئيسي في فيلور حتى عام 1771 وأصبح جراحًا في مدراس عام 1772 بعد وفاة صموئيل سكوت. في عام 1780 أصبح جراحًا رائدًا (براتب 100 باغودا شهريًا)، وجراحًا عامًا لمدراس في عام 1781، وشغل منصب رئيس مجلس مدراس الطبي الذي تأسس عام 1786، وشغل في النهاية منصب الطبيب العام. بأجر قدره 2500 جنيه إسترليني سنويًا.
كان مهتمًا بالنباتات الطبية والبستنة، فأنشأ حديقة نباتية في مامبالام (أو مارمالونج) حيث أدخل أندرسون أشجار التوت والأرز غير الشرعي (Guazuma ulmifolia)، وقام بتجربة صناعة الحرير واللاك. أدخل أشجار التفاح أيضًا، وسعى إلى إنتاج نبات قرمزي محلي أنشأ له حديقة Opuntia أو nopalry. كتب عن زراعة قصب السكر والبن والقطن (في عام 1790 شارك في إدخال قطن البوربون في سالم وثيرونلفيلي وكويمباتور)، مع نشر العديد من الملاحظات في The Bee التي حرّرها جيمس أندرسون، LLD، صديق طفولته مع الذي احتفظ بمراسلاته مدى الحياة. لقد كتبوا ملاحظات السيرة الذاتية عن بعضهم البعض. وقد أدت أسماؤهم إلى الخلط بين بعض كتاباتهم.
وفي ممارسته الطبية، قام أيضًا بفحص العلاجات المحلية وفحص النباتات ذات الأهمية الطبية. ووجد العلاج الأصلي المتمثل في تدخين جذور نبات الداتورا فيروكس فعالًا في علاج الربو. ومع ذلك، فهو لم يوصي ببعض العلاجات المحلية مثل الحبوب التي تحتوي على الزرنيخ لاستخدامها في لدغات الأفاعي. قام بفحص دودة عين الخيول ووصف حالة التوائم الملتصقة المتغايرة الشرسوفية والتي قام بتوضيحها توماس رايشيل. أثناء ترأسه المجلس الطبي في مدراس، أوصى اللورد كلايف بإلغاء نظام الحجر الصحي المرتبط بالطاعون في إينور للسفن المتجهة إلى مدراس. شجع على استخدام التطعيمات في الوقاية من الجدري، وربما شارك في مخطط لخداع الهنود للاعتقاد بأن التطعيم كان ممارسة هندية قديمة وبالتالي أكثر قبولًا. يُعتقد أن الباحث إف دبليو إليس هو من قام بتأليف بيت شعر باللغة السنسكريتية يقال إنه يصف اللقاح وتم إدخال إشعار مزيف تحت اسم مستعار هندي كالفي فيرومبوم في مدراس ساعي، وهي صحيفة محلية ثم تم نشر الاكتشاف على نطاق واسع.
توفي في حديقته بمنزله في مدراس والتي احتلها فيما بعد السير توماس بيكروفت (أصبحت حدائق بيكروفت). تزوج من ماريا ريتا دي لا مابوناي في عام 1766 وأنجبا ابنة آن أندرسون التي تزوجت من التاجر تشارلز والاس يونغ (توفي عام 1801 في بالامكوتاه)، وهو ابن عم الدكتور أندرو بيري (كان بيري ابن أخ أندرسون، وابن أخته جانيت التي كانت متزوجة. إلى وليام بيري. توفيت آن عام 1810 وأقام بيري نصبًا تذكاريًا لها. تم تسمية جسر أندرسون (فوق نهر كوم، الذي يسمى الآن جسر الكلية بين طريقي مور وبانثيون) وطريق أندرسون (الذي ما يزال قيد الاستخدام، ويربط طريقي هادوز وجريمز) باسمه وتم تثبيت نصب تذكاري له من قبل شانتري في كاتدرائية سانت جورج في مدراس. نصب تذكاري له في مجمع كنيسة القديسة مريم كان به تمثال نصفي وعدسة مكبرة مفقودة.